# Warrel Dane
Warrel Dane (* 7. März 1961 in Seattle, Washington; † 13. Dezember 2017 in São Paulo) war ein US-amerikanischer Sänger und Gründungsmitglied der Metal-Band Nevermore. Er war außerdem Sänger von Sanctuary und seit 2007 als Solokünstler aktiv.

## Werdegang
Mit seiner 1981 gegründeten ersten Band Serpent’s Knight veröffentlichte Dane 1983 die LP Released from the Crypt. Nachdem sich Serpent’s Knight aufgelöst hatten, gründete Dane gemeinsam mit Jim Sheppard, vormals Bassist in der Glam-Metal-Band Sleeze, die Band Sanctuary. 1986 wurde die erste Demo veröffentlicht, die ein Jahr später zu einem  Plattenvertrag mit vierjähriger Laufzeit bei Epic Records führte. Sanctuary veröffentlichte zwei Alben bei Epic, bis eine vom Label erwünschte Stiländerung die Band in zwei Fronten teilte; Dane und Sheppard beschlossen, die Band zu verlassen. Nach dem Zerfall von Sanctuary arbeitete Dane vier Jahre als Koch in Seattle.
Bereits während dieser Zeit wurde 1992 Danes nächste Band, Nevermore, gegründet, allerdings standen er und Sheppard offiziell noch bei Epic unter Vertrag. 1995 veröffentlichte Nevermore ihr erstes, selbstbetiteltes Album bei dem damals neu gegründeten Label Century Media. 2006, während der Tour zum Nevermore-Album This Godless Endeavor, begann Dane, an seinem ersten Soloalbum zu schreiben. Dieses Album, Praises to the War Machine, erschien am 25. April 2008 über Century Media. 
Warrel Dane starb am 13. Dezember 2017 in São Paulo während der Aufnahmen zu einem neuen Soloalbum an einem Herzinfarkt. Posthum erschien im Oktober 2018 das Album Shadow Work, das einen Teil des geplanten, bis zu diesem Zeitpunkt bereits aufgenommenen Materials enthält.

## Stil und Texte

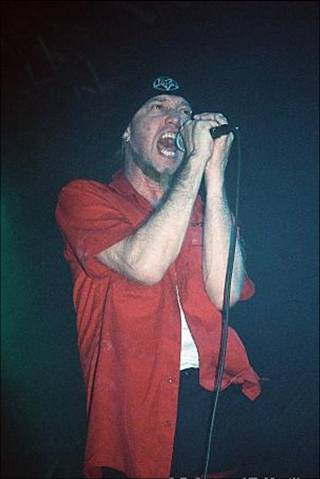
Warrel Dane (2005)

Verglichen mit seiner frühen Phase, der Sanctuary-Zeit, sang Dane auf den Nevermore-Alben weniger hoch und Gothic- bzw. teilweise Thrash-Metal-beeinflusst. Dass er über ein selten genutztes, relativ tiefes Stimmspektrum verfügte, ist vor allem auf einigen Coverversionen (Sound of Silence von Simon and Garfunkel, Love Bites von Judas Priest, Lucretia My Reflection von The Sisters of Mercy und Silent Hedges/Double Dare von Bauhaus) zu hören.
Danes Texte sind meist sehr gesellschaftskritisch, oft können sie auf aktuelle (US-)Politik angewendet werden. Dane bezeichnete sich selbst als Demokrat und war offener Gegner der Politik von George W. Bush. Außerdem waren diverse philosophische Themen allgegenwärtig, gelegentlich wurde auch Perspektivenwechsel verwendet, um ein Thema in einen zweideutigen Zusammenhang zu setzen. Dane legte, vor allem auf jüngeren Werken, großen Wert auf Metaphern, die sich oft in mehrere Richtungen deuten lassen. Auf seinem Soloalbum Praises to the War Machine sang er erstmals auch über persönliche Themen, wie zum Beispiel im Lied Brother, das er für seinen an Krebs leidenden Bruder schrieb. Auf dem Behemoth-Album The Apostasy ist Dane als Gastsänger bei Inner Sanctum beteiligt.

## Diskografie
mit Serpent’s Knight
- Released from the Crypt (1983)

mit Sanctuary
siehe Sanctuary
mit Nevermore
siehe Nevermore/Diskografie
Solo
- Praises to the War Machine (2008)
- Shadow Work (2018)